# Устлабински рејон
Устлабински рејон (рус. Усть-Лабинский район) административно-територијална је јединица другог нивоа и општински рејон смештен у централном делу Краснодарске покрајине, односно на југозападу европског дела Руске Федерације.
Административни центар рејона је град Уст-Лабинск.
Према подацима националне статистичке службе Русије за 2017. на територији рејона живело је 109.617 становника или у просеку око 72,55 ст/км². По броју становника налази се на 8. месту међу административним јединицама Покрајине. Површина рејона је 1.511 км².

## Географија
Устлабински рејон се налази у централном делу Краснодарске покрајине, обухвата територију површине 1.511 км² и по том параметру налази се на 22. месту међу административним јединицама у Покрајини. Граничи се са Кургањинским и Тбилишким рејоном на истоку, на северу је Виселковски, северозападу Кореновски и на западу Дински рејон. На југу се граничи са територијом Републике Адигеје.
Рељефом Устлабинског рејона доминирају ниске и доста једноличне степе Кубањско-приазовске низије. Централним делом рејона, у смеру североисток-југозапад, протиче река Кубањ и она на овом подручју прима своје две значајне леве притоке, Лабу и Зеленчук 2. Северним делом рејона протиче река Кирпили. 

## Историја
Устлабински рејон је званично успостављен 1924. као једна од административних јединица тадашњег Азовско-црноморског краја. У границама Краснодарске покрајине је од 1937. године. 

## Демографија и административна подела
Према подацима са пописа становништва из 2010. на територији рејона живело је укупно 112.900 становника, док је према процени из 2017. ту живело 109.617 становника, или у просеку око 72,55 ст/км². По броју становника Устлабински рејон се налази на 8. месту у Покрајини. 
| 1959. | 1970. | 1979. | 1989. | 2002.   | 2010.   | 2017.    |
| ----- | ----- | ----- | ----- | ------- | ------- | -------- |
|       |       |       |       | 115.442 | 112.900 | 109.617* |

Напомена:* Према процени националне статистичке службе. 
На територији рејона налазе се укупно 38 насељених места административно подељених на 15 другостепених општина (једну градску и 14 руралних). Административни центар рејона и његово највеће насеље је град Уст-Лабинск у ком живе око 40% укупне рејонске популације. У већа сеоска насеља на тлу рејона убрајају се станице Ладошкаја (14.000), Вороњешкаја (8.650) и Кирпиљскаја (5.600), те село Двубратски (8.500 становника).